# Alucita
Alucita is een geslacht van vlinders uit de familie van de waaiermotten (Alucitidae).

## Soorten
- A. acalyptra (Meyrick, 1913)
- A. acalles (Walsingham, 1915)
- A. acascaea (Turner, 1913)
- A. acutata Scholz & Jackh, 1994
- A. agapeta (Turner, 1913)
- A. amalopis Meyrick, 1927
- A. ancalopa (Meyrick, 1922)
- A. anemolia (Meyrick, 1929)
- A. anticoma (Meyrick, 1929)
- A. argyrospodia (Diakonoff, 1954)
- A. arrigutti (Pastrana, 1960)
- A. atomoclasta (Meyrick, 1934)
- A. baihua (Yang, 1977)
- A. baliochlora (Meyrick, 1929)
- A. balioxantha (Meyrick, 1921)
- A. beinongdai (Yang, 1977)
- A. bidentata Scholz & Jackh, 1994
- A. brachyphinus (Hering, 1917)
- A. brachyzona (Meyrick, 1920)
- A. bridarollii (Pastrana, 1951)
- A. brunnea (Fletcher, 1925)
- A. budashkini Zagulajev, 2000
- A. bulgaria Zagulajev, 2000
- A. butleri Wallengren, 1875
- A. canariensis Scholz & Jackh, 1994
- A. cancellata (Meyrick, 1908)
- A. capensis Felder & Rogenhofer, 1875
- A. certifica (Meyrick, 1909)
- A. cinnerethella (Amsel, 1935)
- A. coffeina (Viette, 1958)
- A. cohraspis Meyrick, 1929
- A. compsoxantha (Meyrick, 1924)
- A. crococyma (Meyrick, 1937)
- A. cyanophanes (Meyrick, 1934)
- A. cymatodactyla Zeller, 1852
- A. cymographa (Meyrick, 1929)
- A. chloracta (Meyrick, 1908)
- A. debilella Scholz & Jackh, 1994
- A. decaryella (Viette, 1956)
- A. denticulata (Yano, 1963)
- A. desmodactyla Zeller, 1847
- A. dohertyi (Walsingham, 1909)
- A. ectomesa (Hering, 1917)
- A. entoprocta (Hering, 1917)
- A. eteoxantha (Meyrick, 1929)
- A. eudactyla (Felder, 1875)
- A. eudasys (Diakonoff, 1954)
- A. eurynephela (Meyrick, 1929)
- A. euscripta Minet, 1976
- A. extomesa (Hering, 1917)
- A. ferruginea Walsingham, 1881
- A. flavicincta (Walsingham, 1915)
- A. flaviserta (Meyrick, 1921)
- A. flavofascia (Inoue, 1956)
- A. fletcheriana (Ghesquière, 1940)
- A. fumosa (Diakonoff, 1948)
- A. grammodactyla

```
Zeller
, 1841
 - duifkruidwaaiermot
```

- A. granata (Meyrick, 1921)
- A. habrophila (Meyrick, 1920)
- A. hemicyclus (Hering, 1917)
- A. hexadactyla (Linnaeus, 1758) - waaiermot
- A. hofmanni Pagenstecher, 1900
- A. homotrocha (Meyrick, 1921)
- A. huebneri Wallengren, 1859
- A. hypocosma Meyrick, 1934
- A. iberica Scholz & Jackh, 1994
- A. idiocrossa Meyrick, 1936
- A. illuminatrix (Meyrick, 1929)
- A. imbrifera (Meyrick, 1929)
- A. inflativora Gielis & Buszko, 2009
- A. iranensis Scholz & Jäckh, 1994
- A. ischalea Meyrick, 1905
- A. isodina (Meyrick, 1920)
- A. isshikii Matsumura, 1931
- A. ithycypha (Meyrick, 1927)
- A. japonica Matsumura, 1931
- A. jujuyensis Pastrana, 1954
- A. karadagica Zagulajev, 2000
- A. klimeschi Scholz & Jackh, 1997
- A. libraria (Meyrick, 1911)
- A. longipalpella Caradja, 1939
- A. lonicericola Kuznetsov, 1978
- A. loxoschista (Meyrick, 1931)
- A. lyristis Meyrick, 1911

- A. magadis Meyrick, 1907
- A. major (Rebel, 1906)
- A. maxima Turati, 1924
- A. megaphimus (Hering, 1917)
- A. melanodactyla Legrand, 1966
- A. mesolychna Meyrick, 1907
- A. microdesma Meyrick, 1929
- A. micrographa Diakonoff, 1954
- A. microscopica Fletcher, 1910
- A. molliflua (Meyrick, 1927)
- A. montana Zagulajev, 1993
- A. montigena Fletcher, 1910
- A. mulciber Meyrick, 1932
- A. myriodesma (Meyrick, 1929)
- A. nannodactyla (Rebel, 1907)
- A. nasuta (Zeller, 1877)
- A. nephelotoxa (Meyrick, 1907)
- A. niphodosema (Diakonoff, 1954)
- A. niphostrota (Meyrick, 1907)
- A. nubifera (Meyrick, 1921)
- A. objurgatella (Walsingham, 1907)
- A. ochracea Marumo, 1923
- A. ochriprota (Hering, 1917)
- A. ochrozona (Meyrick, 1910)
- A. palodactyla Zeller, 1847
- A. panduris (Meyrick, 1911)
- A. panolbia (Walsingham, 1915)
- A. patria (Meyrick, 1922)
- A. pectinata Scholz & Jackh, 1994
- A. pepperella Whalley, 1962
- A. phanerarcha (Meyrick, 1924)
- A. philomela (Meyrick, 1937)
- A. photaula (Meyrick, 1918)
- A. phricodes Meyrick, 1886
- A. pinalea (Meyrick, 1907)
- A. pliginskii Zagulajev, 2000
- A. plumigera (Strand, 1913)
- A. pluvialis (Meyrick, 1907)
- A. postfasciata (Fletcher, 1910)
- A. proseni (Pastrana, 1951)
- A. pselioxantha (Meyrick, 1929)
- A. pterochroma (Clarke, 1986)
- A. punctiferella Walker, 1866
- A. pusilla Hashimoto, 1984
- A. pygmaea Meyrick, 1890
- A. rhaptica Meyrick, 1920
- A. rhymotoma (Meyrick, 1921)
- A. riggii (Orfila, 1949)
- A. ruens (Meyrick, 1929)
- A. sailtavica Zagulajev, 1993
- A. sakhalinica Zagulajev, 1995
- A. semophantis (Meyrick, 1929)
- A. sertifera (Meyrick, 1921)
- A. seychellensis (Fletcher T. B., 1910)
- A. sikkima (Moore, 1887)
- A. spicifera (Meyrick, 1911)
- A. spilodesma (Meyrick, 1907)
- A. stephanopsis (Meyrick, 1921)
- A. straminea Hashimoto, 1984
- A. sycophanta Meyrick, 1906
- A. synnephodactyla Alphéraky, 1876
- A. tandilensis Pastrana, 1960
- A. tesserata (Meyrick, 1918)
- A. thapsina Meyrick, 1905
- A. toxophila Meyrick, 1906
- A. trachydesma Meyrick, 1929
- A. trachyptera Meyrick, 1906
- A. tridentata Scholz & Jackh, 1994
- A. triscausta Meyrick, 1907
- A. xanthodes Meyrick, 1890
- A. xanthonzona Diakonoff, 1954
- A. xanthosticta (Turner, 1923)
- A. zonodactyla Zeller, 1847